# Etrema alphonsianum
Etrema alphonsianum é uma espécie de gastrópode do gênero Etrema, pertencente à família Clathurellidae.